# Achta Toné Gossingar
Achta Toné Gossingar, morte dans un avion en vol le mercredi 23 novembre 2011, est une militante des droits des femmes et personnalité politique tchadienne. Elle est la première sage femme du Tchad  et la première  femme à  occuper une fonction ministérielle sous le président Idriss Déby Itno avec le parti Mouvement patriotique du salut. Elle devient, par la suite, ambassadrice itinérante à la présidence de la République et ambassadrice de la Campagne d’accélération de la réduction de la mortalité maternelle en Afrique.

## Biographie

### Enfance et formations
Elle voit le jour le 1er juillet 1941 à Aboudéïa dans la préfecture de Salamat au Tchad. Elle se forme à l’Ecole des Sages femmes du Centre Médico-chirurgical Foch en France.

## Carrière
Achta Toné Gossingar est la première sage femme du Tchad. Elle est a toute première femme à occuper  un poste ministériel sous le Mouvement patriotique du salut d’Idriss Déby Itno en tant commissaire à la promotion féminine et aux affaires sociales au conseil d’État du 4 décembre 1990. Face au constat du nombre élevé de femmes tchadiennes qui meurent durant l'accouchement et dans la perspective de réduire cette mortalité, elle est nommée par Idriss Déby au poste d'ambassadrice itinérante à la présidence de la République pour lutter contre ce phénomène,. Son travail sur ce sujet lui vaudra d’être nommée au poste d'ambassadrice itinérante pour le Tchad de l’instance onusienne, Campagne d’Accélération pour la Réduction de la Mortalité Maternelle et néonatale en Afrique (Carmma),,,.

## Mort
Achta Toné Gossingar est morte le mercredi 23 novembre 2011 en plein vol, en partance pour Tunis où elle devrait prendre part à un atelier sur la Carmma.